# Bandeira das Bermudas

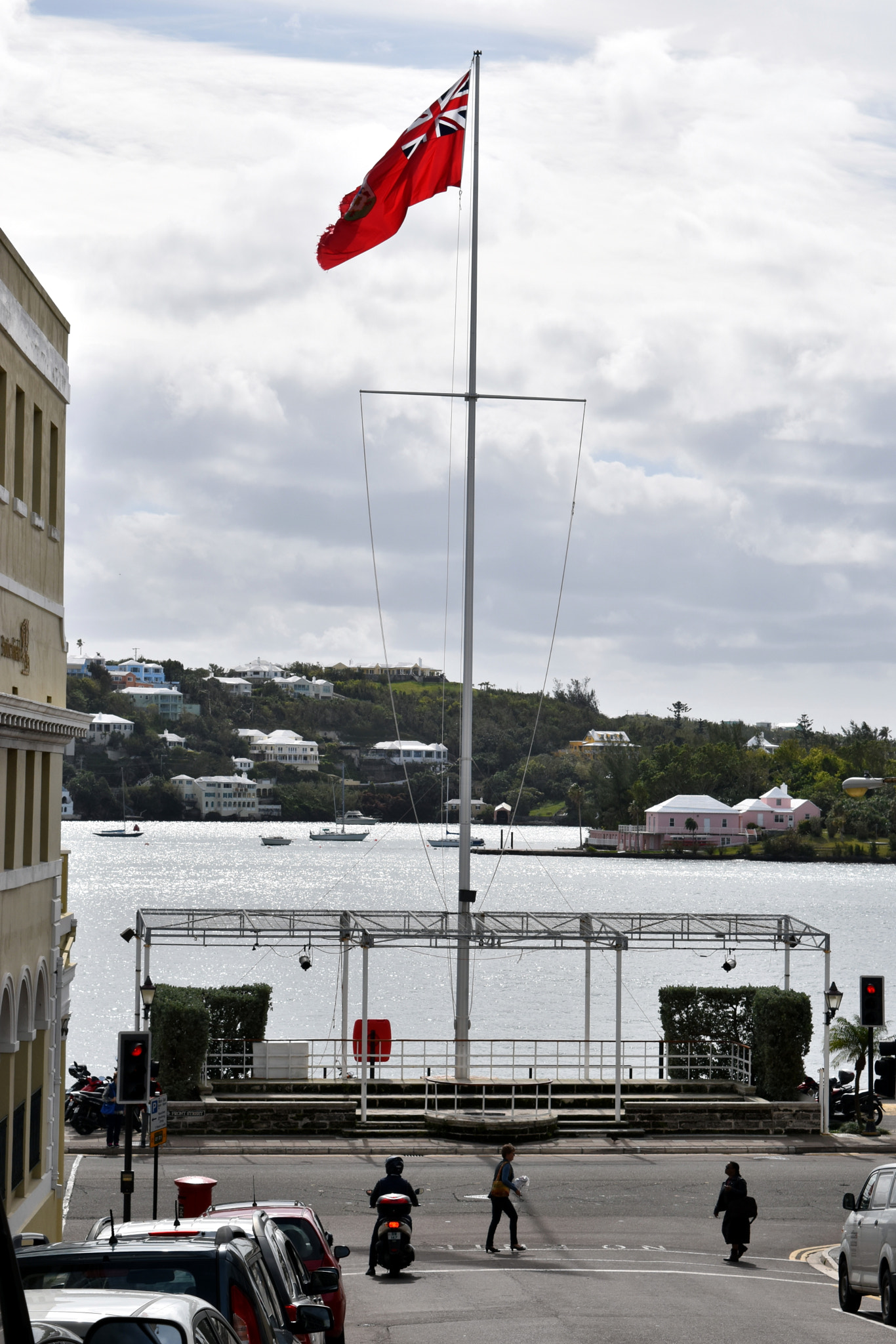
Bandeira hasteada no porto de Hamilton

A Bandeira das Bermudas é um dos símbolos oficiais do arquipélago. Foi primeiramente adotada em 4 de outubro de 1910.

## História
O uso de uma bandeira vermelha nas terras das Bermudas está em conformidade com o Canadá (pré-1965) e a União da África do Sul (pré-1928), que usavam bandeiras vermelhas em terra como bandeiras locais no início do século XX. A bandeira das Bermudas é uma bandeira civil apropriada para embarcações registradas na parte das Bermudas do Registro Britânico, em virtude da Lei de Transporte Mercante das Bermudas de 2002. O Governador das Bermudas usa uma Bandeira da União desfigurada com o brasão de armas, um design tradicional para os Governadores dos territórios ultramarinos britânicos. Para a bandeira do estado, uma bandeira azul é usada.

(1875-1910)
(1910–1999)

## Características
Seu desenho consiste em um retângulo de proporção largura-comprimento 1:2. É um pavilhão vermelho britânico com o pavilhão britânico no cantão e carregada com o Brasão de armas das Bermudas no batente (lado inferior esquerdo). O azul da bandeira é o Pantone 281C, e o vermelho, 186C.

O brasão é composto por um escudo do tipo clássico de fundo branco com um leão vermelho que, por sua vez, segura outro escudo, sendo o escudo secundário do tipo polaco com o retrato de um naufrágio. É uma bandeira incomum para um território britânico no exterior, pois tem como cor predominante o vermelho.
| Cor | Sistema Pantone | CMYK        | RGB           | Hex     |
| --- | --------------- | ----------- | ------------- | ------- |
|     | Branco          | 0.0.0.0     | 255, 255, 255 | #FFFFFF |
|     | Azul 281C       | 100.78.0.57 | 0, 32, 91     | #00205B |
|     | Vermelho 186C   | 0.100.80.5  | 200, 16, 46   | #C8102E |

## Simbolismo
O leão é o simbolo da Inglaterra. O navio naufragado é o Sea Venture navio do século XVII supostamente inspirador da peça A Tempestade de William Shakespeare. O navio foi propositadamente direccionado contra os recifes das Bermudas pelo Almirante Sir George Somers em 1609, para evitar que se afundasse numa tempestade. Todos os tripulantes sobreviveram, resultando na colonização da ilha.

## Bandeira do Governador

Bandeira do governador

O governador das Bermudas tem uma bandeira separada, uma bandeira da União com o seu brasão de armas ao centro. Esse design é semelhante às bandeiras dos outros Governadores nos territórios ultramarinos britânicos. A bandeira governamental deve ser usada na Casa do Governo quando o governador estiver em residência ou dentro do território.